# Meir Eisenstadt
Meir Eisenstadt (geb. um 1670 in Posen; gest. 7. Juni 1744 in Eisenstadt), nach seinem Hauptwerk auch Punim Meirois genannt, war ein österreichischer Rabbiner und Autor.

## Leben

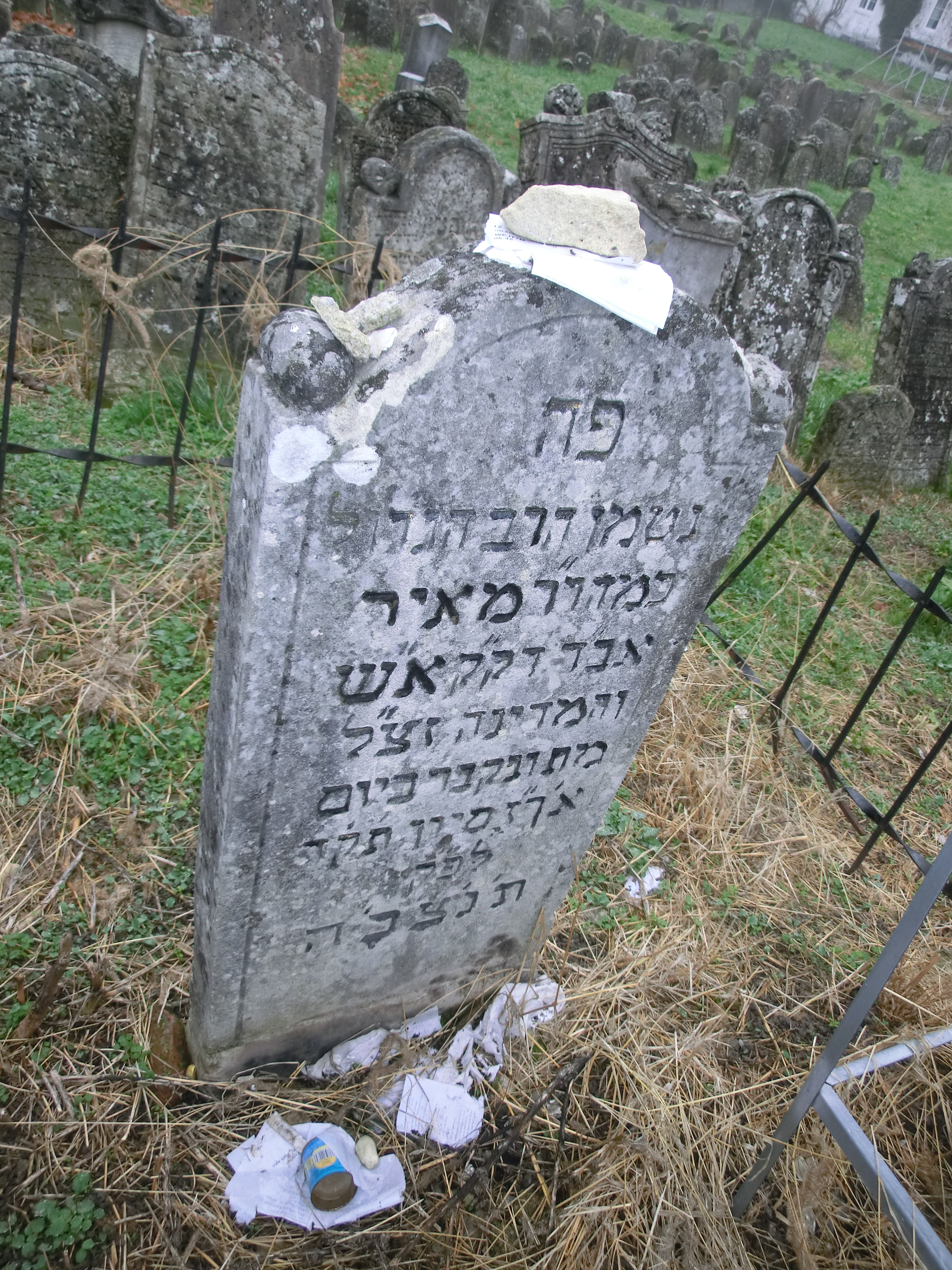
Grabstein für Meir Eisenstadt auf dem Alten jüdischen Friedhof in Eisenstadt

Meir Eisenstadt verbrachte mehrere Jahre seiner Jugend in Sochaczew, wo er im Haus seines Schwiegervaters lebte und sich ganz dem Studium widmete. 1693 finden wir Meir im Rabbinatskollegium von Sochaczew und einige Zeit später nahm er eine Rabbinerstelle in Szydłowiec an. Dort lernte er Samson Wertheimer kennen, der ihn förderte und nach Worms, seiner Geburtsstadt, brachte. Im Jahr 1702 besorgte Wertheimer Meir Eisenstadt eine Rabbinerstelle in Proßnitz, wo auch der erste Teil seines Responsenwerkes entstand. Nach zehn Jahren verließ Meir Eisenstadt Proßnitz und kehrte wieder nach Szydłowiec zurück. Im Jahr 1717 berief ihn Wertheimer nach Eisenstadt, wo er über 26 Jahre bis zu seinem Tod verblieb.
Auch das nicht mehr erhaltene Grab seiner ersten Gattin Finkel, die 1730 starb, befand sich in Eisenstadt. Auf der Konskriptionsliste vom 6. Dezember 1735 werden seine zweite Gattin und zwei erwachsene Kinder genannt.
Sein berühmtestes Werk ist die Responsensammlung „Panim Me’irot“ (Leuchtendes Antlitz), dessen erster Teil schon in Proßnitz entstanden und 1715 in Amsterdam erschienen ist.